# Babble (That Petrol Emotion)
Babble è il secondo album del gruppo musicale britannico That Petrol Emotion, pubblicato nel 1987.

## Descrizione
L'album, pubblicato dalla Polydor su LP, musicassetta e CD, è prodotto da Roli Mosimann, che cura gli arrangiamenti insieme allo stesso gruppo.
Dal disco vengono tratti i singoli Big Decision e Swamp.

## Tracce

### Lato A
1. Swamp
2. Spin Cycle
3. For What It's Worth
4. Big Decision
5. Static
6. Split!

### Lato B
1. Belly Bugs
2. In the Playpen
3. Inside
4. Chester Burnette
5. Creeping to the Cross